# Kite Gen Research
Kite Gen Research est une société italienne créée en 2007. Elle a pour but de développer des centrales productrices d'énergie mues par des cerfs-volants de grande taille ; un prototype a déjà fourni une puissance de 5 kW, avec 30 kW en pointe.

### Sources
- Article sur enerzine.com
- Article sur courrierinternational.com